# Sân bay Libenge
Sân bay Libenge (IATA: LIE, ICAO: FZFA) là một sân bay ở Libenge, Cộng hòa Dân chủ Congo.